# 콘래드 호텔

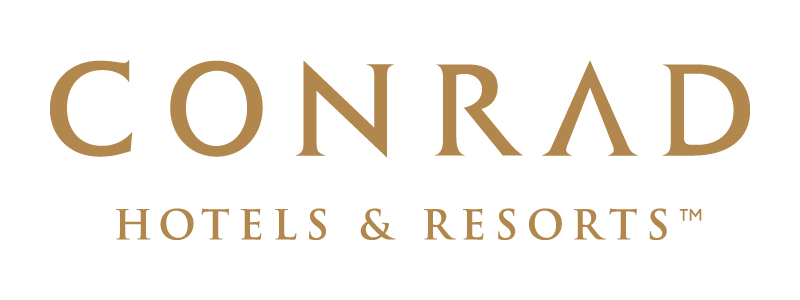
로고

콘래드 호텔(Conrad Hotels)은 힐튼 월드와이드가 운영하는 호텔 브랜드이다.

## 목록

### 아시아

#### 대한민국
- 콘래드 서울

#### 일본
- 콘래드 도쿄